# Сезон ФК «Карпати» (Львів) 2000—2001
| «Карпати» (Львів) у сезоні 2000—2001 | «Карпати» (Львів) у сезоні 2000—2001                |
| ------------------------------------ | --------------------------------------------------- |
| Ліга                                 | Вища ліга                                           |
| Місце в лізі                         | 10-е                                                |
| Раунд у Кубку                        | 1/16 фіналу                                         |
| Головний тренер                      | Лев Броварський (24 матчі) Степан Юрчишин (2 матчі) |
| Тренери                              |                                                     |
| Президент                            | Леонід Ткачук                                       |
| Стадіон                              | «Україна» (Львів)                                   |
| Капітан                              |                                                     |
| Найбільше матчів у лізі              | Василь Швед — 26                                    |
| Найкращий бомбардир у лізі           | Василь Швед — 8                                     |

Сезон «Карпат» (Львів) 2000—2001 — тридцять третій сезон «Карпат» (Львів). У вищій лізі чемпіонату України команда посіла 10-те місце серед 14 команд. У Кубку України припинила виступи вже в 1/16 фіналу.

## Чемпіонат
| Місце | Клуб                       | «Карпати» — клуб | «Карпати» — клуб | І  | В  | Н  | П  | М     | О  |
| Місце | Клуб                       | удома            | у гостях         | І  | В  | Н  | П  | М     | О  |
| ----- | -------------------------- | ---------------- | ---------------- | -- | -- | -- | -- | ----- | -- |
|       | «Динамо» (Київ)            | 2:0              | 1:1              | 26 | 20 | 4  | 2  | 58-17 | 64 |
|       | «Шахтар» (Донецьк)         | 0:2              | 2:3              | 26 | 19 | 6  | 1  | 71-21 | 63 |
|       | «Дніпро» (Дніпропетровськ) | 0:2              | 0:1              | 26 | 17 | 4  | 5  | 37-18 | 55 |
| 4     | «Металург» (Маріуполь)     | 3:0              | 0:2              | 26 | 13 | 4  | 9  | 35-26 | 43 |
| 5     | «Металург» (Донецьк)       | 1:2              | 0:1              | 26 | 11 | 9  | 6  | 30-24 | 42 |
| 6     | ЦСКА (Київ)                | 1:0              | 0:4              | 26 | 10 | 10 | 6  | 30-23 | 40 |
| 7     | «Таврія» (Сімферополь)     | 4:1              | 1:3              | 26 | 8  | 9  | 9  | 24-31 | 33 |
| 8     | «Металург» (Запоріжжя)     | 0:1              | 0:1              | 26 | 8  | 8  | 10 | 27-31 | 32 |
| 9     | «Металіст» (Харків)        | 2:0              | 2:2              | 26 | 8  | 7  | 11 | 27-37 | 31 |
| 10    | «Карпати» (Львів)          |                  |                  | 26 | 9  | 3  | 14 | 33-42 | 30 |
| 11    | «Кривбас» (Кривий Ріг)     | 2:1              | 2:5              | 26 | 6  | 6  | 14 | 22-36 | 24 |
| 12    | «Ворскла» (Полтава)        | 3:0              | 0:2              | 26 | 6  | 5  | 15 | 16-29 | 23 |
| 13    | «Сталь» (Алчевськ)         | 2:1              | 2:2              | 26 | 3  | 6  | 17 | 19-49 | 15 |
| 14    | «Нива» (Тернопіль)         | 2:1              | 2:5              | 26 | 2  | 3  | 21 | 20-65 | 9  |

### Статистика гравців
У чемпіонаті за клуб виступали 34 гравці:
| Футболіст                          | Дата народження   | Ігри     | Голи     |          |          |
| Воротарі                           | Воротарі          | Воротарі | Воротарі | Воротарі | Воротарі |
| ---------------------------------- | ----------------- | -------- | -------- | -------- | -------- |
| Венчак Олег Васильович             | 25 січня 1978     | 2        | 4п       |          |          |
| Стронціцький Богдан Едуардович     | 13 січня 1968     | 11       | 12п      |          |          |
| Тлумак Андрій Богданович           | 7 березня 1979    | 14       | 26п      |          |          |
| Захисники                          |                   |          |          |          |          |
| Вільчинський Володимир Нестерович  | 1 травня 1967     | 25       | 2        |          |          |
| Гречаний Василь Володимирович      | 23 січня 1975     | 1        | 0        |          |          |
| Даниловський Сергій Юрійович       | 20 серпня 1981    | 13       | 0        |          |          |
| Донець Андрій Анатолійович         | 3 січня 1981      | 9        | 0        |          |          |
| Іванський Любомир Михайлович       | 11 січня 1983     | 1        | 0        |          |          |
| Іщенко Микола Анатолійович         | 9 березня 1983    | 1        | 0        |          |          |
| Лакомський Володимир Володимирович | 8 серпня 1980     | 1        | 0        |          |          |
| Павлюх Іван Богданович             | 12 серпня 1976    | 15       | 0        |          |          |
| Старовик Віталій Вікторович        | 3 вересня 1978    | 3        | 0        |          |          |
| Тимчишин Олег Миронович            | 8 липня 1977      | 12       | 0        |          |          |
| Шукатка Віталій Йосипович          | 17 квітня 1973    | 10       | 0        |          |          |
| Півзахисники                       |                   |          |          |          |          |
| Вовчук Любомир Євгенович           | 26 серпня 1969    | 24       | 1        |          |          |
| Гнатів Роман Михайлович            | 1 листопада 1973  | 5        | 0        |          |          |
| Гурка Михайло Петрович             | 21 листопада 1975 | 12       | 0        |          |          |
| Єсип Богдан Борисович              | 2 серпня 1978     | 12       | 2        |          |          |
| Назаров Євгеній Миколайович        | 23 січня 1972     | 11       | 3        |          |          |
| Закотюк Микола Степанович          | 3 лютого 1975     | 9        | 1        |          |          |
| Зуб Роман Іванович                 | 16 лютого 1967    | 1        | 0        |          |          |
| Луцишин Михайло Михайлович         | 21 листопада 1975 | 16       | 0        |          |          |
| Лучкевич Ігор Валерійович          | 19 листопада 1973 | 14       | 1        |          |          |
| Рацький Володимир Богданович       | 27 липня 1980     | 6        | 0        |          |          |
| Толочко Роман Любомирович          | 11 грудня 1968    | 20       | 6        |          |          |
| Уштан Володимир Романович          | 15 грудня 1974    | 10       | 0        |          |          |
| Фамуляк Григорій Васильович        | 1 лютого 1983     | 1        | 0        |          |          |
| Хома Ярослав Богданович            | 17 лютого 1974    | 9        | 0        |          |          |
| Шаран Володимир Богданович         | 18 вересня 1971   | 13       | 1        |          |          |
| Нападники                          |                   |          |          |          |          |
| Кабанов Тарас Володимирович        | 23 січня 1981     | 10       | 1        |          |          |
| Карабута Олександр Петрович        | 3 березня 1974    | 3        | 0        |          |          |
| Маковей Ігор Юрійович              | 4 вересня 1976    | 10       | 3        |          |          |
| Покладок Андрій Ярославович        | 21 червня 1971    | 22       | 4        |          |          |
| Швед Василь Васильович             | 11 грудня 1971    | 26       | 8        |          |          |

## Кубок України
| Етап | Дата            | Господар              | Рахунок | Гість             |
| ---- | --------------- | --------------------- | ------- | ----------------- |
| 1/16 | 17 вересня 2000 | «Чорноморець» (Одеса) | 3:1     | «Карпати» (Львів) |